# Elwood Peak
Elwood Peak är en bergstopp i Antarktis. Den ligger i Västantarktis. Argentina, Chile och Storbritannien gör anspråk på området. Toppen på Elwood Peak är 510 meter över havet. Elwood Peak ingår i Princess Royal Range.
Terrängen runt Elwood Peak är kuperad. Havet är nära Elwood Peak åt nordost. Trakten är glest befolkad. Närmaste befolkade plats är Rothera Research Station, 15,7 kilometer söder om Elwood Peak. 